# Сміх

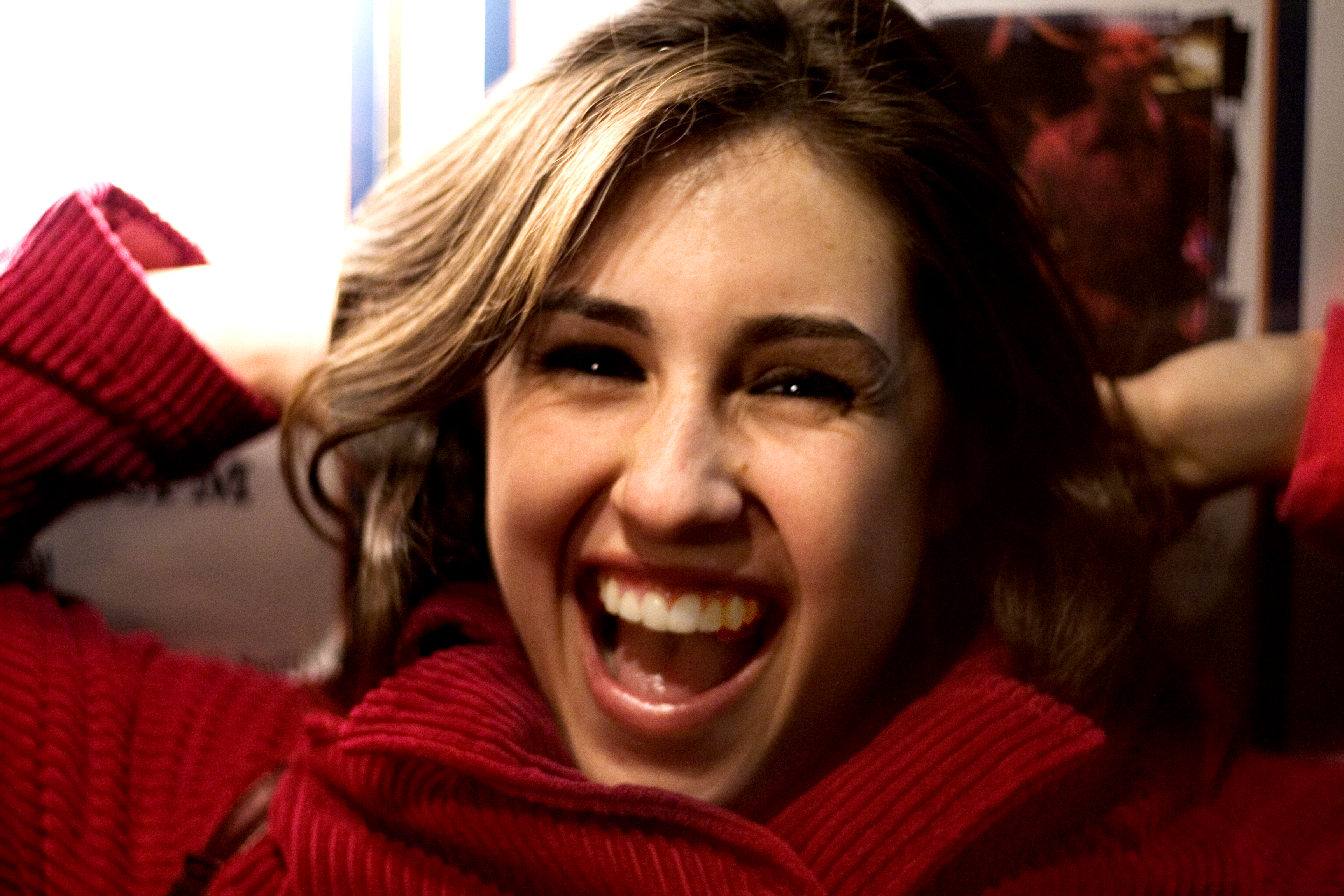
Дівочий сміх

Сміх — реакція людини на внутрішні та зовнішні стимули, фізіологічні прояви якої складаються з мімічних рухів та коротких, але потужних подихів, супроводжуваних уривчастими звуками. Він може бути викликаний такими причинами, як лоскіт або комічна ситуація; в деяких випадках сміх може бути реакцією на нервову напругу.
Людина починає сміятися у тримісячному віці, це природна емоційна реакція організму — зазвичай на позитивні, радісні події.
Деякі дослідники припускають, що сміх розвинувся у людини і деяких тварин у процесі еволюції як адаптивна стратегія для зміцнення соціальних зв'язків і зменшення конфліктів. Дослідники з Каліфорнійського університету в Лос-Анджелесі (США) виявили 65 видів тварин, які видають вокальні сигнали подібні до сміху під час гри або в ході соціальної взаємодії поміж собою в зграї. Тобто тварина також може розсміятися по-своєму. Подібна здатність, наприклад, характерна шимпанзе, гієнам, дельфінам, щурам та багатьом іншим живим створінням.
Можна виділити сміх: підбадьорюючий, нахабний і боязкий, дружній і ворожий, іронічний і простосердечний, саркастичний і наївний, грубий, лагідний і багатознаючий, торжествуючий і безсоромний, виправдовуючий, сором'язливий, веселий, сумний, нервовий, істеричний, знущальний, фізіологічний і тваринний, смутний.
Також розрізняють:
- гомеричний сміх;
- сміх неповаги;
- сміх здивування;
- сміх огиди;
- сміх злоби та гніву;
- сміх задоволення;
- сміх провини;
- сміх остраху та небезпеки;
- сміх страждання (надсаджений та зриваючийся на істеричний плач) та багато інших різновидів сміху.

## Історія вивчення
Намагання пояснити природу сміху мають давню історію. В філософії феномени смішного та гумору найчастіше вивчалися в естетиці, де вони розглядалися в контексті проблеми комічного.
Античні філософи заклали традицію розглядати природу смішного у зв’язку з недосконалостями і помилками, які не становлять загрози для інших. На думку Платона, причиною для сміху стають люди, які вважають себе кращими у якомусь відношенні, ніж це є насправді. При цьому йдеться передусім про ті людські ілюзії, які не завдають оточенню прямої шкоди. Аристотель убачав сутність смішного в помилках або неподобствах, які нікому не завдають страждання і ні для кого не згубні.
Р. Декарт пов'язував сміх зі складними емоціями і вважав, що він виникає тоді, коли до помірної радості домішується ще й трохи злості, а також і здивування. Наприклад, ненавидячи зло, люди можуть радіти, якщо знайшли його в тому, кого вважають гідним цього зла. І якщо це відбувається раптово, то викликане цією раптовістю здивування стає причиною для вибуху сміху.
За І. Кантом, сміх є афектом, що виникає внаслідок раптового перетворення напруженого очікування на ніщо. Комічне, на думку Канта, з'являється тоді, коли очевидне протиріччя викладається кимсь у формі істини або коли про щось явно гідне презирства розповідається у хвалебному тоні. Тоді контраст робить безглуздість ще більш явною. Так само і гумор за допомогою контрасту робить ганебне ще ганебнішим, але відмітною рисою гумористичного висловлювання, за Кантом, є його внутрішня близькість до парадоксів.
За А. Шопенгауером, сміх виникає з несподіваного усвідомлення незбіжності між деяким поняттям і реальними об'єктами, які мислилися відповідними цьому поняттю. Глобальною причиною для цього, на думку Шопенгауера, є те, що поняття в принципі не можуть представити образ дійсності з усіма її деталями.
А. Берґсон убачав причини  виникнення сміху в певних проявах живої, передусім людської, природи, а саме – коли вона  проявляє автоматизм і зашкарублість. Тому сміх виконує важливу соціальну функцію, стимулюючи членів суспільства до гнучкої поведінки, оскільки над кожним висить загроза бути висміяним. Спроба людини йти за своїми ідеями автоматично, підганяючи об'єктивні речі до своїх суб'єктивних уявлень, лежить, за Бергсоном, в основі феномену комічного.

## У християнстві
Святі Отці не однозначно ставились до сміху. Сміх, як і плач, може бути спровокований великою кількістю різних причин. Також як і плач він може мати або гріховний, або морально нейтрально забарвлений.
Багато хто зі Святих висловлювався про сміх як про гріх тільки в тому випадку, якщо він шкодить духовному життю людини. Проте сам по собі сміх в християнстві не є гріхом. У Добротолюбії сказано про одного монаха: «Пахомій брат спочив. Пам'ятайте про чесноти його … стриманість, сміх до посмішки, і то іноді тільки … тверезість … і наслідуйте його.». У ряді випадків сміх може сприяти позбавленню людини від гнітючого стану: нудьги, зневіри, відчаю.
«Не відкривай уст своїх … для сміху, бо це є ознака розсіяної і недбайливої душі», — казав Авва Ісая.
Були і більш лояльні точки зору. Святий Іван Золотоустий казав: «Не сміх — зло, але зло те, коли він буває без міри, коли він недоречний … Здатність сміху впроваджена в нашу душу для того, щоб душа іноді отримувала полегшення, а не для того, щоб вона розслаблялася». «Здатність сміху дана нам для того, щоб ми використовували її, коли побачимо друзів після довгої розлуки, щоб, коли побачимо когось втомленого і полеглого духом, підбадьорити його усмішкою, а не для того, щоб реготати і постійно сміятися; здатність сміху впроваджена в нашу душу для того, щоб душа іноді отримувала полегшення, а не для того, щоб вона розслаблялася».
Також святий Василій Великий казав: "Душевну радість виявити світлою усмішкою не противно пристойності, оскі́льки тільки виражається написане: «Радісне серце робить лице веселим, а при смутку сердечному дух приголомшений». (Пр. 15:13). «Назву тобі один штучний спосіб. Хоча він і не вартий уваги тих, які вважають за краще лагідність, проте назву, тому що він може погашати неприємність … Того хто в гніві старайся перемогти жартами. Сміх — найсильніша зброя для перемоги над гнівом … Того, хто ображає людину, яка не дратується на його напади, але сміється над ним, це ще більше засмучує і знесилює. Навпаки, якщо зустрічає він опір, це приносить йому деяке задоволення, тому що доставляється нова їжа для гніву, а гнів йому вельми приємний».
Преподобний Іван Ліствичник казав: «Хто одягнувся у блаженний, благодатний плач, як в шлюбний одяг, той пізнав духовний сміх душ» (тобто радість).
Є і радикальне заперечення сміху. Симеон Новий Богослов казав: «Хто вірує, той не сміється, але ридає і плаче за свої гріхи, бо чує, що усміхнені в цьому житті будуть плакати і ридати в майбутньому». Преподобний Єфрем Сирін казав: «Початок душевного розбещення … — сміх і вільність. Коли побачиш в собі те, … знай, що прийшов ти в глибину зла. Не переставай молити Бога, щоб спас тебе з тієї смерті … сміх позбавляє людину блаженства, обіцяного тим хто плаче (Мф. V, 4), розоряє добре улаштування внутрішнє, ображає Духа Святого, шкодить душі, розтліває тіло. Сміх виганяє чесноти, не має пам'ятання про смерть, ні думки про муки».

### У Біблії
У Святому Письмі поняття «сміх» використовується як в негативному, так і в позитивному ключі. З цієї позиції йдеться і про сміх праведника (Іов.5: 22), і про сміх з боку Бога (Прем. 4: 18). Біблійним прикладом використання сміху (висміювання) заради знущання може служити Голіаф.